# 제니 실버
옌니 실베르(Jenny Silver, 1974년 1월 22일 ~ )는 스웨덴의 싱어송라이터이다.

## 음반 목록
- Mitt julkort (1994)
- Lycklig (1997)
- Holden (2003)
- Remote Control (2007)